# Rustiques (Canteloube)
Pour les articles homonymes, voir Rustiques (homonymie).
Rustiques est un trio d'anches pour clarinette, hautbois et basson de Joseph Canteloube composé en 1946.

## Présentation
Rustiques de Joseph Canteloube est un trio d'anches composé en 1946,. 
Page de la fin de vie du compositeur, l'œuvre, qui se situe « dans la ligne esthétique générale [du musicien] », est dédiée au trio d'anches René Daraux,. 

## Structure
Rustiques, d'une durée moyenne d'exécution de quinze minutes environ, est constitué de trois mouvements, :
1. Pastorale ;
2. Rêverie ;
3. Rondeau à la française.

La partition est publiée par L'Oiseau Lyre au sein d'un recueil de trios d'anches.

## Discographie
- 20th Century French Wind Trios — Georges Auric (Trio), Joseph Canteloube, Jean Françaix (Divertissement), Jacques Ibert (Cinq Pièces en trio), Darius Milhaud (Suite d'après Corrette ; Pastorale), Paul Pierné (Bucolique variée), Alexandre Tansman (Suite pour trio d'anches) — The Chicago Chamber Musicians, Cedille Records CDR 90000 040, 1998.